# Papyrusriet
Papyrusriet (Cyperus papyrus) of papyrusplant is een moerasplant uit tropisch en subtropisch Afrika. De soort behoort tot de cypergrassenfamilie. De plant vormt lange driehoekige stengels waaruit in de top waaiervormig lange draadvormige bladeren ontspringen. Het is vooral bekend als het basismateriaal waaruit vellen papyrus werden gemaakt waarop in de oudheid werd geschreven. Ook het woord papier is hiervan afgeleid.

## Oorsprong en huidige groeiplaatsen
De oorspronkelijke groeiplaats zijn de rivieroevers en moerassen van tropisch Afrika. 
In Europa komt de plant alleen in het wild voor op Sicilië op enkele beschutte plaatsen. Bij Syracuse is een bekende groeiplaats de beschermde moerasdelta bij de haven. 
Papyrusriet is, wegens de vervuiling veroorzaakt door de dichte bevolking, nu bijna verdwenen uit zijn bekendste natuurlijke groeigebied, langs de eertijds helemaal met papyrus begroeide Nijl en Nijldelta in Egypte. 
In de moerassen van Soedan en overig tropisch Afrika tiert de plant nog steeds welig en wordt papyrusriet eerder als een onkruid beschouwd dat andere planten verdringt en de vaargeulen en irrigatiekanalen verstopt. Dit komt doordat de plant grote vlechtwerken van drijvende plantenmassa's vormt. Ze kan daar gemakkelijk tot 4-5 m hoog worden met armdikke driekantige stengels. In Zuid-Soedan in het moerasgebied Sud vormt de papyrus een begroeiing met een oppervlakte gelijk aan die van de provincies Zuid-Holland en Utrecht samen. 
In de Okavangodelta in Botswana groeit een areaal papyrus ter grootte van de provincie Utrecht en ook in Oeganda is een moeras van 6500 km² bijna uitsluitend begroeid met papyrusriet. 
Ook in andere tropische gebieden buiten Afrika zijn inmiddels behoorlijk grote oppervlakten aan papyrus te vinden, die zijn ontstaan uit verwilderde tuin- en vijverplanten. In Florida wordt de plant als invasieve soort beschouwd omdat deze de oorspronkelijke vegetatie verdringt.

## Papyrusriet in de oudheid
Papyrus werd in de oudheid gebruikt als schriftdrager. De plant is beroemd vanwege de vellen en rollen papyrus dat ervan gemaakt werd, een vroege vorm van het huidige papier. Papyrusriet werd in het oude Egypte ook voor veel andere doeleinden gebruikt, zoals voor voedsel bestaande uit de jonge scheuten, als dakbedekking, voor de botenbouw, touw uit de vezels, kommen, bekers en schalen gemaakt van oude verhoute papyruswortels. 
In 1969 en 1970 ondernam de Noor Thor Heyerdahl expedities vanuit Marokko naar Midden-Amerika in papyrusboten naar model van de oude Egyptische vaartuigen. Hiermee wilde hij bewijzen dat de Oude Egyptenaren in principe in staat zouden zijn naar Amerika te varen. De eerste expeditie in 1969 strandde, maar in 1970 kwam Heyerdahl op Barbados aan. Deze expeditie bewijst niet dat de oude Egyptenaren de oceaan daadwerkelijk overstaken maar geeft wel een indicatie van de kwaliteit van hun papyrusboten.

## Papyrus als sierplant

### Soorten papyrus
Uit de oorspronkelijke Cyperus papyrus zelf zijn enkele cultivars gekweekt. Dit betreffen allemaal dwergsoorten:
- C. papyrus 'Nanus'
- C. papyrus 'Percamentus' (ook: C. papyrus 'Perkamentus', C. papyrus 'Percamenthus')
- C. papyrus 'Dwarf'. Idem, maar nog wat kleiner: 75-100 cm.

Een andere soort is de Cyperus haspan, een dwergversie van C. papyrus, met stengels tot maximaal 60 tot 75 centimeter hoog. De C. haspan is in Nederland voornamelijk populair als vijverplant.

### Kamerplant
Tegenwoordig is de plant gewaardeerd als kamerplant in moderne interieurs. Het is een van de gemakkelijkste kamerplanten wat het watergeven betreft: als moeras- en oeverplant verlangt ze een permanent voetbad. De grond mag doornat zijn; dat hebben de wortels het liefst maar er kan beter geen water op het oppervlak blijven staan. De voet van de stengels moet zoveel mogelijk droog blijven want als de onderkant van de stengels permanent in het water staat kan er rotting ontstaan. Papyrus groeit het beste in een grondmengsel van gelijke volumedelen organische mest, turf en klei. Papyrus houdt van een vochtige atmosfeer: dus vaak sproeien. Binnen bij een te droge atmosfeer, vaak veroorzaakt door de centrale verwarming, krijgt de papyrus soms last van spint. Als de plant goed groeit verschijnen er tussen de draden van het bladerhoofd onopvallende bruine bloemetjes waaruit zich kleine zaadjes kunnen vormen. Dit lijkt wel wat op graszaad. Papyrusplanten komen in Nederland en België wel moeilijk de donkere winter door omdat ze veel daglicht nodig hebben. Bijverlichting met een speciale "plantengroeilamp" (die wel vrij veel stroom nodig heeft) of anders een daglicht gevende fluorescentielamp (Tl-buis) is meestal afdoende.

### Tuinplant
De papyrus is een tropische plant en groeit dus van nature het beste onder tropische omstandigheden van minimaal 15 °C maar liefst hoger.
In minder warme streken ('s nachts minimaal 10 °C) is de papyrus evenwel ook het hele jaar door veel in tuinen en parken te zien maar zal dan wat kleiner blijven. Ook in gematigde streken zoals in Nederland en België kan ze 's zomers goed buiten groeien in kuipen of in vijvers. In een warme zomer en met voldoende zonlicht kan ze hier ook gemakkelijk 2-3 m hoog worden. Vermeerderen kan goed door zaaien in stekgrond bij ongeveer 25 °C. Goed vochtig houden en/of afdekken met folie e.d. Het (erg kleine) zaad kiemt meestal na 3 weken. Makkelijker is scheuren van de oude wortelkluit en de beste delen weer oppotten. Overigens vermeerdert de plant zich in het wild bijna uitsluitend vegetatief door voortdurend worteluitlopers met nieuwe groeipunten te vormen en is het zich uitzaaien zeldzaam. In de Lage landen moet de plant in de winter eigenlijk altijd binnen gehouden worden of anders in een koude kas. Bij zachte winters, en als de koude periode uitzonderlijk kort duurt, kan de papyrus in theorie ook overwinteren in vijvers die diep genoeg zijn zodat de wortels onder water niet bevriezen, maar bij een wat langer durende watertemperatuur van 1 graad Celsius en lager sterft de wortelkluit toch onherroepelijk af. De bovengrondse delen sterven al eerder af; vanaf 5 graden. Het veiligste is dan ook om de plant voor de winter toch maar binnen te zetten. Cyperus haspan is wat minder vorstgevoelig dan de grote soort maar overleeft evenmin buiten staande een redelijk koele winter.

## Trivia
Een verwant is de parapluplant (Cyperus alternifolius). Soms wordt de papyrus hiermee verward als in tuincentra C. Alternifolius foutief aangeboden wordt als 'Papyrus'. Overigens vinden katten jonge stengels papyrusriet erg lekker en eten die als ze de kans krijgen helemaal op, net zoals bij Cyperus alternifolius, en is het soms nodig om de plant af te schermen zodat de kat er niet bij kan komen. Of men moet vaak nieuwe planten telen of kopen.
... 
C. alternifolius (Parapluplant) · 
C. articulatus (Ronde bies) · 
C. eragrostis (Bleek cypergras) · 
C. esculentus (Knolcyperus) · 
C. flavescens (Geel cypergras) · 
C. fuscus (Bruin cypergras) · 
C. giganteus (Parasolgras) · 
C. haspan (Dwergpapyrus) · 
C. longus (Rood cypergras) · 
C. papyrus (Papyrusriet)
...